# 水果凝乳
水果凝乳（英語：Fruit curd）是一種用檸檬、青檸、橙子、橘子等柑橘類製作的點心。現在也有用百香果、芒果、樹莓、小紅莓、黑莓製作。基本材料是蛋黃、砂糖、果汁、果皮。做法是將這些原料在一起煮之後冷卻形成凝膠狀物質即可。
在19世紀末至20世紀初，在傳統的英國下午茶中的自製檸檬凝乳是以麵包或者司康餅作為果醬的替代品，並當作蛋糕、糕點或塔。

## 圖庫

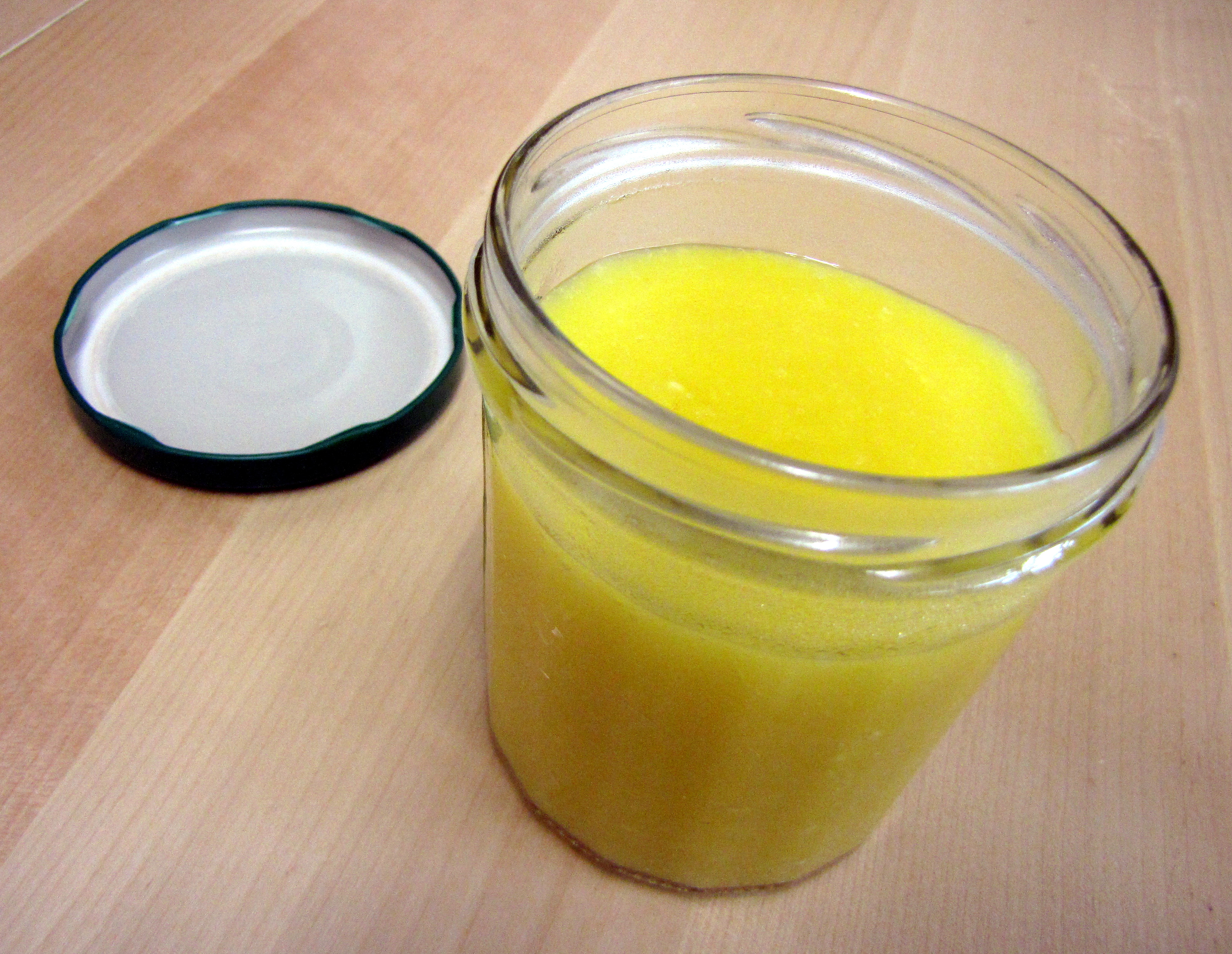
檸檬凝乳
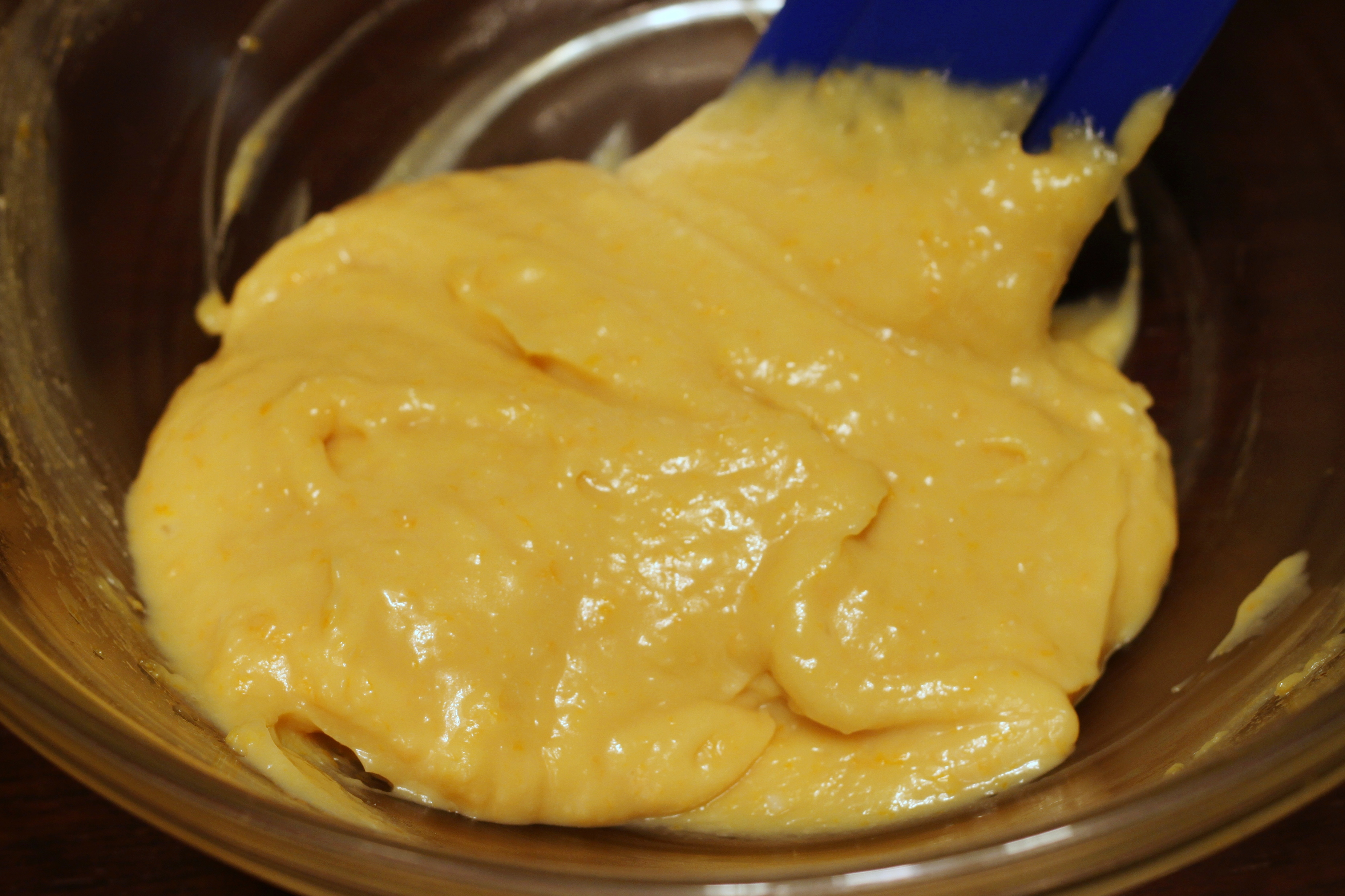
橙凝乳